# Bernay-en-Champagne
Bernay-en-Champagne är en kommun i departementet Sarthe i regionen Pays de la Loire i nordvästra Frankrike. Kommunen ligger i kantonen Conlie som tillhör arrondissementet Mamers. År 2015 hade Bernay-en-Champagne 494 invånare.

## Befolkningsutveckling
Antalet invånare i kommunen Bernay-en-Champagne
| Referens: INSEE |